# Wereldkampioenschappen skeleton 2017
De wereldkampioenschappen skeleton 2017 werden gehouden van 13 tot en met 26 februari 2017 in Königssee, Duitsland. Er stonden drie onderdelen op het programma. Tegelijkertijd werden in Königssee de wereldkampioenschappen bobsleeën afgewerkt. De tweede run bij de vrouwen werd geannuleerd door hevige sneeuwval.

## Wedstrijdschema
| Onderdeel         | 19 februari | 24 februari | 25 februari | 26 februari |
| ----------------- | ----------- | ----------- | ----------- | ----------- |
| Mannen            |             | run 1 en 2  |             | run 3 en 4  |
| Vrouwen           |             | run 1 en 2  | run 3 en 4  |             |
| Landenwedstrijd * | Alle runs   |             |             |             |

* In de landenwedstrijd worden per team twee (2-mans)bobslee- en twee skeleton-runs gedaald.

## Medailles
| Onderdeel | Goud | Goud                                                                                            | Zilver | Zilver                                                                                          | Brons       | Brons                                                                                                |
| --------- | ---- | ----------------------------------------------------------------------------------------------- | ------ | ----------------------------------------------------------------------------------------------- | ----------- | --- |
| Mannen    | LAT  | Martins Dukurs                                                                                  | GER    | Axel Jungk                                                                                      | RUS         | Nikita Tregoebov                                                                                     |
| Vrouwen   | GER  | Jacqueline Lölling                                                                              | GER    | Tina Hermann                                                                                    | GBR         | Elizabeth Yarnold                                                                                    |
| Team      | GER  | Axel Jungk Mariama Jamanka Franziska Bertels Jacqueline Lölling Johannes Lochner Christian Rasp | GER    | Christopher Grotheer Stephanie Schneider Lisa Buckwitz Tina Hermann Nico Walther Philipp Wobeto | GER ROU GER | Alexander Gassner Maria Adela Constantin Andreea Grecu Anna Fernstädt Richard Ölsner Marc Rademacher |

### Medaillespiegel
| Plaats | Land                | Goud | Zilver | Brons | Totaal |
| 1      | Duitsland           | 2    | 3      | 0     | 5      |
| 2      | Letland             | 1    | 0      | 0     | 1      |
| 3      | Verenigd Koninkrijk | 0    | 0      | 1     | 1      |
| 3      | Rusland             | 0    | 0      | 1     | 1      |
| 3      | Internationaal team | 0    | 0      | 1     | 1      |
| Totaal | Totaal              | 3    | 3      | 3     | 9      |

## Uitslagen
| #                             | Naam                      | Land   | Tijd        |
| 4 runs                        | 4 runs                    | 4 runs | 4 runs      |
| ----------------------------- | ------------------------- | ------ | ----------- |
| Goud                          | Martins Dukurs            | LAT    | 3.23,48 min |
| Zilver                        | Axel Jungk                | GER    | +0,37 s     |
| Brons                         | Nikita Tregoebov          | RUS    | +0,54 s     |
| 4                             | Aleksandr Tretjakov       | RUS    | +0,73 s     |
| 5                             | Alexander Gassner         | GER    | +0,79 s     |
| 6                             | Christopher Grotheer      | GER    | +1,94 s     |
| 7                             | Matthew Antoine           | USA    | +2,62 s     |
| 8                             | Dominic Parsons           | GBR    | +2,73 s     |
| 9                             | Mattia Gaspari            | ITA    | +3,60 s     |
| 10                            | Dave Greszczyszyn         | CAN    | +3,70 s     |
| 11                            | Rhys Thornbury            | NZL    | +3,74 s     |
| 12                            | Tomass Dukurs             | LAT    | +3,75 s     |
| 13                            | Barrett Martineau         | CAN    | +4,12 s     |
| 14                            | Pavel Koelikov            | RUS    | +4,33 s     |
| 15                            | Matthias Guggenberger     | AUT    | +4,60 s     |
| 16                            | Jack Thomas               | GBR    | +4,68 s     |
| 17                            | John Daly                 | USA    | +4,69 s     |
| 18                            | Nathan Crumpton           | USA    | +5,05 s     |
| 19                            | Jerry Rice                | GBR    | +5,13 s     |
| 20                            | Ander Mirambell           | ESP    | +5,24 s     |
| Niet geplaatst voor de 4e run |                           |        |             |
| 21                            | Geng Wenqiang             | CHN    |             |
| 22                            | Kevin Boyer               | CAN    |             |
| 23                            | Marco Rohrer              | SUI    |             |
| 24                            | Vladyslav Heraskevytsj    | UKR    |             |
| 25                            | Joseph Luke Cecchini      | ITA    |             |
| 26                            | Jegor Veselov             | RUS    |             |
| 27                            | Riet Graf                 | SUI    |             |
| 28                            | Rasmus Ottosson           | SWE    |             |
| 29                            | Alexander Auer            | AUT    |             |
| 30                            | Dorin Velicu              | ROU    |             |
| 31                            | Hiroatsu Takahashi        | JPN    |             |
| 32                            | Alexander Henning Hanssen | NOR    |             |
| 33                            | Lee Han-sin               | KOR    |             |
| 34                            | Philipp Moelter           | CZE    |             |
| 35                            | Adam Edelman              | ISR    |             |
| 36                            | Brendan Doyle             | IRL    |             |
| 37                            | Dean Timmings             | AUS    |             |
| 38                            | Anthony Watson            | JAM    |             |
| 39                            | Chiang Chun-Hung          | TPE    |             |
| 40                            | Michal Jakobczyk          | POL    |             |
| 41                            | Jeff Bauer                | LUX    |             |
| 42                            | Marin Bangiev             | BUL    |             |
| 43                            | Denis Lorencic            | SLO    |             |
| 44                            | Akwasi Frimpong           | GHA    |             |

| #                             | Naam                  | Land                 | Tijd                 |
| 4 runs (2e afgelast)          | 4 runs (2e afgelast)  | 4 runs (2e afgelast) | 4 runs (2e afgelast) |
| ----------------------------- | --------------------- | -------------------- | -------------------- |
| Goud                          | Jacqueline Lölling    | GER                  | 2.35,35 min          |
| Zilver                        | Tina Hermann          | GER                  | +0,25 s              |
| Brons                         | Elizabeth Yarnold     | GBR                  | +0,73 s              |
| 4                             | Anna Fernstädt        | GER                  | +1,04 s              |
| 5                             | Kim Meylemans         | BEL                  | +1,19 s              |
| 6                             | Elisabeth Vathje      | CAN                  | +1,49 s              |
| 7                             | Lelde Priedulēna      | LAT                  | +1,61 s              |
| 8                             | Mirela Rahneva        | CAN                  | +1,77 s              |
| 9                             | Jelena Nikitina       | RUS                  | +1,78 s              |
| 10                            | Laura Deas            | GBR                  | +1,86 s              |
| 11                            | Janine Flock          | AUT                  | +1,93 s              |
| 12                            | Jane Channell         | CAN                  | +2,43 s              |
| 13                            | Kendall Wesenberg     | USA                  | +2,65 s              |
| 14                            | Kimberley Bos         | NED                  | +2,72 s              |
| 15                            | Maria Orlova          | RUS                  | +2,82 s              |
| 16                            | Savannah Graybill     | USA                  | +3,12 s              |
| 17                            | Jaclyn Narracott      | AUS                  | +3,22 s              |
| 18                            | Marina Gilardoni      | SUI                  | +3,99 s              |
| 19                            | Anne O'Shea           | USA                  | +4,05 s              |
| 20                            | Renata Choezina       | RUS                  | +4,72 s              |
| Niet geplaatst voor de 4e run |                       |                      |                      |
| 21                            | Takako Oguchi         | JPN                  |                      |
| 22                            | Donna Creighton       | GBR                  |                      |
| 23                            | Joska Le Conté        | NED                  |                      |
| 24                            | Maya Pedersen         | NOR                  |                      |
| 25                            | Maria Marinela Mazilu | ROU                  |                      |
| 26                            | Joelia Kanakina       | RUS                  |                      |
| 27                            | Katie Tannenbaum      | ISV                  |                      |
| 28                            | Valentina Margaglio   | ITA                  |                      |
| 29                            | Marta Orlowska        | POL                  |                      |
| 30                            | Maria Montejano       | ESP                  |                      |
| 31                            | Sara Lavrencic        | SLO                  |                      |